# Медаља за ревносну војну службу
Медаља за ревносну војну службу има три категорије: 10 година службе, 20 година службе и 30 година службе. Војне спомен-медаље су посебна војна признања која се додељују за остварене резултате у војној служби, успешно реализоване одређене активности војног карактера и укупан допринос систему одбране Републике Србије.

## Опис медаље
Мотив на војној спомен-медаљи за ревносну војну службу је стилизовани приказ српског војника Драгутина Матића са фотографије Андре Поповића.
Медаље су израђене у боји патинираног злата, оивичене стилизованим приказом ловоровог венца.
Трака је тамноплаве боје, оивичена пурпурном бојом са обе стране.
На врпце се поставља апликација – вертикална линија у боји патинираног злата, зависно од категорије: за 10 година – једна линија, за 20 година – две линије и за 30 година – три линије.
На реверсу медаље налази се натпис: за 10 година – „10 ГОДИНА РЕВНОСНЕ ВОЈНЕ СЛУЖБЕ“, за 20 година – „20 ГОДИНА РЕВНОСНЕ ВОЈНЕ СЛУЖБЕ“ и за 30 година – „30 ГОДИНА РЕВНОСНЕ ВОЈНЕ СЛУЖБЕ“.